# Aarão Steinbruch
Aarão Steinbruch (* 17. September 1917 in Santa Maria, Rio Grande do Sul; † 13. Oktober 1992 in Rio de Janeiro) war ein brasilianischer Politiker, der 1953 sowie von 1955 bis 1963 Mitglied der Abgeordnetenkammer (Câmara dos Deputados do Brasil) sowie zwischen 1963 und 1969 Mitglied des Bundessenats (Senado Federal) war.

## Leben

### Familiäre Herkunft, Rechtsanwalt und Mitglied der Abgeordnetenkammer
Aarão Steinbruch war der Sohn von Pinheiro Steinbruch und Paulina Steinbruch, die 1904 mit einer Gruppe von Juden, die aus 40 Familien bestand, aus dem Russischen Kaiserreich einwanderten. Nach dem Besuch des Lemos Júnior Gymnasium und des Fontoura Ilha College in seiner Heimatstadt Santa Maria begann er ein Studium an der Juristischen Fakultät an der Universidade Federal do Rio Grande do Sul (UFRGS) in Porto Alegre, das er 1940 beendete. Nach seiner Zulassung als Rechtsanwalt spezialisierte er sich auf Arbeitsrecht und war zudem zeitweise als Journalist für die Tageszeitungen Última Hora in Rio de Janeiro und Jornal do Rio Grande tätig. Außerdem fungierte er als Direktor von Revista do Trabalho sowie als Mitglied der Chefredaktion der Zeitschrift Justiça do Trabalho. Des Weiteren war er Rechtsberater der Nationalen Konföderation der Industriearbeiter CNTI (Confederação Nacional dos Trabalhadores na Indústria) sowie der Nationalen Föderation der Beschäftigten der städtischen Eisenbahngesellschaften FNTECU (Federações Nacionais dos Trabalhadores em Empresas de Carris Urbanos).
Im Oktober 1950 wurde Steinbruch für die Brasilianische Arbeiterpartei PTB (Partido Trabalhista Brasileiro), der er seit ihrer Gründung 1945 angehörte, zum ersten stellvertretenden Bundesabgeordneten für Rio de Janeiro gewählt. Als solcher wurde er im Juni 1953 während der Abwesenheit des Abgeordneten Abelardo Mata erstmals Mitglied der Abgeordnetenkammer (Câmara dos Deputados do Brasil). Im Oktober 1954 wurde er für die PTB zum Mitglied der Abgeordnetenkammer für Rio de Janeiro gewählt und übernahm das Mandat im Februar 1955. Ebenfalls 1955 bekleidete er die Position des Generalschatzmeisters der Liga für die nationale Emanzipation LEN (Liga de Emancipação Nacional), eine im April 1954 gegründete Zivilgesellschaft zur Verteidigung der demokratischen Freiheiten und zum Kampf für eine unabhängige wirtschaftliche Entwicklung des Landes. Im Juni 1956 wurde die LEN vom neuen Staatspräsidenten Juscelino Kubitschek verboten, nachdem dieser einer kommunistischen Unterwanderung beschuldigt wurde. Während dieser Legislaturperiode war er ab Mai 1957 stellvertretender Vorsitzender der PTB und ab Juli 1957 auch stellvertretender Vorsitzender der Minderheitsfraktion. Im Oktober 1957 wurde er stellvertretender Vorsitzender des parlamentarischen Blocks der Opposition.
Im Oktober 1958 wurde Aarão Steinbruch diesmal als Mitglied der Populären Nationalistischen Allianz (Aliança Popular Nacionalista) wiedergewählt, die aus der PTB, der Brasilianischen Sozialistischen Partei PSB (Partido Socialista Brasileiro), der Christlich Demokratischen Partei PDC (Partido Democrata Cristão) und der Republikanischen Partei PR (Partido Republicano) gebildet wurde. Er erhielt er die meisten Stimmen in Rio de Janeiro. Im Februar 1959 wurde er erneut als Bundesabgeordneter vereidigt und war Verfasser des Gesetzentwurfs, der 1962 das 13. Gehalt („Weihnachtsgeld“) und das Dienstaltersgesetz einführte.

### Bundessenator und Amtsenthebung
Im Oktober 1962 wurde Steinbruch für das Wahlbündnis aus National-Democratischer Union UDN (União Democrática Nacional), Progressiv-Sozialer Partei PSP (Partido Social Progressista), PR und der 1960 von Fernando Ferrari als Abspaltung der PTB gegründeten Partei zur Erneuerung der Arbeiterbewegung MTR (Movimento Trabalhista Renovador) zum Mitglied des Bundessenats (Senado Federal) für Rio de Janeiro gewählt. Er verließ die Abgeordnetenkammer im Januar 1963 und trat seine Amtszeit im Senat im Februar 1963 an. Als einziger MTR-Vertreter im Senat fungierte er von 1963 bis 1964 als Parteivorsitzender sowie zwischen Juni 1964 und 1965 auch als stellvertretender Vorsitzender des unabhängigen parlamentarischen Blocks.
Mit dem Aussterben der politischen Parteien durch das Institutionelle Gesetz Nr. 2 vom 27. Oktober 1965 und der anschließenden Etablierung der Überparteilichkeit schloss sich Aarão Steinbruch der Gruppe an, die 1966 die Brasilianische Demokratische Bewegung MDB (Movimento Democrático Brasileiro) gründete, eine Partei, die in Opposition zu dem im April 1964 an die Macht gekommenen Militärregime in Brasilien stand. Im Oktober 1965 wurde er im Rahmen der sogenannten polizeilich-militärischen Untersuchung IPM (Inquérito policial-militar) gegen die Brasilianische Kommunistischen Partei PCB (Partido Comunista Brasileiro) angeklagt. Die IPM wurde gegen Abgeordnete der Opposition eingeleitet, denen vorgeworfen wurde, Wahlunterstützung von der Kommunistischen Partei erhalten zu haben. Aufgrund des Institutionellen Gesetz Nr. 5 vom 13. Dezember 1968 erfolgte am 16. Januar 1969 seine Amtsenthebung als Bundessenator und die Suspendierung der politischen Rechte für zehn Jahre.

### Rückkehr in Politik, erfolglose Kandidatur als Gouverneur und Stadtrat von Rio de Janeiro
Nach Ablauf der zehnjährigen Suspendierung der politischen Rechte kehrte Steinbruch zum MDB zurück. Mit dem Aussterben der Überparteilichkeit am 29. November 1979 und der daraus resultierenden Neubildung von Parteien trat er im Juli 1980 der neu gegründeten Brasilianischen Arbeiterpartei (Partido Trabalhista Brasileiro) unter Führung von Ivete Vargas bei, der Nichte des früheren Staatspräsidenten Getúlio Vargas. Als er dieser Partei beitrat, erklärte er seine Kandidatur für die Landesregierung von Rio de Janeiro bei den Direktwahlen im November 1982. 1981 kündigte er jedoch im Jornal do Brasil aus Protest seinen Rücktritt aus der PTB „gegen das Versprühen von Arbeitskräften“ an und spielte damit auf den Beitritt der die vom ehemaligen Gouverneur von Rio Grande do Sul-Gouverneur Leonel de Moura Brizola gegründeten Demokratischen Arbeiterpartei PDT (Partido Democrático Trabalhista) an. Nach Angaben der Zeitung wollte er mit seiner Geste die Parteispitze dazu zwingen, ihre Positionen zu überdenken. In einer Presseerklärung erklärte Steinbruch, er werde fortan mit Unterstützung seiner Reihen Druck auf die Führung von PTB und PDT ausüben, um die beiden Parteien zu fusionieren.
Nach einer kurzen Tätigkeit bei der Brasilianischen Demokratischen Partei PMDB (Partido do Movimento Democrático Brasileiro), der Nachfolgerin der MDB, trat Aarão Steinbruch im Mai 1982 wieder der PTB bei und erklärte, er habe in der PMDB keine „authentische und definierte Ideologie“ gefunden. Nachdem er bei den Wahlen im November 1982 seine Kandidatur für den Senat aufgegeben hatte, kandidierte er für die Abgeordnetenkammer, wurde jedoch nicht gewählt. 1985 gründete er wegen Unstimmigkeiten mit der PTB die Sozialistische Agrarpartei zur Erneuerung der Arbeiterbewegung PASART (Partido Agrário Socialista Renovador Trabalhista), für die er im November 1985 bei den Wahlen für das Amt als Bürgermeister von Rio de Janeiro kandidierte. Diese Wahl gewann jedoch Senator Saturnino Braga, der Kandidat der PDT. Im November 1986 kandidierte er für die PASART als Gouverneur von Rio de Janeiro, wobei die Wahl zugunsten des PMDB-Kandidaten Moreira Franco entschieden wurde.
Im November 1988 wurde Steinbruch für die PASART zum Mitglied des Stadtrates von Rio de Janeiro gewählt. Als er Januar 1989 den Vorsitz des Stadtrates übernahm, war er der Autor des Gemeindegesetzes, das in der Stadt ansässige Unternehmen dazu zwang, allen ihren Mitarbeitern Frühstück anzubieten. Am 3. Oktober 1992 wurde er als Mitglied des Stadtrates wiedergewählt, diesmal als Mitglied der Arbeiterpartei von Brasilien PTdoB (Partido Trabalhista do Brasil). Er konnte das Mandat jedoch nicht mehr annehmen, da er am folgenden Tag, dem 13. Oktober 1992, in einer Klinik in Rio de Janeiro an der Folgen einer Blutung verstarb.
Aarão Steinbruch war verheiratet mit Júlia Vaena Steinbruch, die von 1967 bis 1969 Bundesabgeordnete für Rio de Janeiro war, und hatte mit ihr er drei Kinder.

## Übersicht der Parteizugehörigkeiten
- PTB (1945–1959)
- MTR (1959–1965)
- MDB (1966–1979)
- PTB (1981–1985)
- PASART (1985–1990)
- PTdoB (1990–1992).